# Ishikawajima-Harima J3
J3 là loại động cơ máy bay tuốc bin phản lực do tập đoàn công nghiệp nặng Ishikawajima-Harima tại Nhật Bản chế tạo. Đây là loại động cơ phản lực đầu tiên mà Nhật Bản phát triển sau chiến tranh thế giới thứ hai. Động cơ này được trang bị cho các loại máy bay huấn luyện Fuji T-1 và máy bay tuần tra biển Kawasaki P-2J.

## Phát triển
Fuji T-1 là loại máy bay phản lực huấn luyện đầu tiên mà Nhật Bản phát triển sau chiến tranh thế giới thứ hai vì thế yêu cầu về động cơ nội địa đã được đặc ra và nó được phát triển đồng thời với máy bay. Vào tháng 5 năm 1955, công ty Nippon Jet-Engine đã bắt đầu thiết kế XJ3 cho T-1, kết quả được đưa cho cơ quan quân đội kiểm tra và sau đó hai nguyên mẫu đã được chế tạo theo như thỏa thuận đến cuối tháng 3 năm 1956.
Việc thiết kế diễn ra suôn sẻ trong 6 tháng và nguyên mẫu mẫu XJ3-3 được hoàn tất. Nhưng sau đó nó gặp vô số rắc rối cần khắc phục trong vận hành cùng một đống vấn đề khác vì thế phải mất hai năm rưỡi để khắc phục các vấn đề này cũng như giảm kích thước của động cơ và đưa vào sử dụng. Việc chế tạo được giao cho tập đoàn công nghiệp nặng Ishikawajima-Harima. Chiếc T-1 hoàn thành thiết kế năm 1957 nhanh hơn động cơ khoảng một năm, vì thế trước khi loại động cơ này sẵn sàng các chiếc T-1 trong loạt chế tạo đầu tiên đã sử dụng động cơ Bristol Siddeley Orpheus. Đến phiên bản T-1B thì bắt đầu chuyển sang trang bị mẫu J3-3 sau đó mẫu có công suất cao hơn là J3-7 được dùng để nâng cấp T-1B cũng như làm động cơ phụ trợ cho các chiếc Kawasaki P-2J.

## Biến thể
- J3-3: Mẫu trang bị cho T-1B.
- XJ3-S1 đến S3: Các mẫu giảm kích thước của mẫu cơ bản.
- XJ3-G: Mẫu dùng để thí nghiệm hệ thống nhiên liệu mới.
- XJ3-F: Mẫu động cơ tuốc bin cánh quạt đẩy thử nghiệm.
- J3-7B: Mẫu tăng công suất dùng để nâng cấp T-1B.
- J3-7C: Mẫu dùng như động cơ phụ trợ cho các chiếc P-2J.
- J3-7D: Mẫu nâng cấp của J3-7C với công suất cao hơn.
- YJ3-8: Mẫu thử nghiệm với công suất cao hơn các mẫu trước.
- XJ3-A/B・I: Là mẫu XJ3-3 có thêm chức năng đốt sau.
- YJ3-A/B・II: Mẫu nâng cấp của XJ3-A/B・I.